# حزمة الدماغ الأمامي الإنسية
حزمة الدماغ الأمامي الإنسية هي عبارة عن مسار عصبي يحتوي على ألياف عصبية من المناطق الشمية ومنطقة القشرة حول اللوزة ونواة الحاجز، بالإضافة إلى ألياف من مناطق في جذع الدماغ مثل المنطقة السقيفية البطنية.

## التشريح
تمر حزمة الدماغ الأمامي الإنسية عبر منطقة تحت المهاد الوحشي والدماغ الأمامي القاعدي في الاتجاه الذيلي المنحدر، وتحتوي الحزمة على ألياف صاعدة وأخرى نازلة، ويُعتبر المسار الهامشي الوسطي، الذي هو عبارة عن مجموعة من عصبونات مفرزة للدوبامين تسقط من منطقة السقيفة البطنية إلى النواة المتكئة، أحد مكونات حزمة الدماغ الأمامي الإنسية. 
كذلك تُمثل حزمة الدماغ الأمامي الإنسية أحد المسارين الرئيسيين اللذين يربطان الدماغ الأمامي الحوفي، الدماغ المتوسط والدماغ الخلفي. أما المسار الآخر فهو نظام التوصيل الظهري الظهري، ويبدو أن المسارين لهما شبكات عصبونية حيوية متوازية، ويشتركان في أدوار ووظائف فسيولوجية مماثلة. 

## الوظيفة
من المقبول عمومًا اعتبار حزمة الدماغ الأمامي الإنسية جزءا من نظام المكافأة في الدماغ، حيث يشارك في تكامل المكافأة والمتعة. ويعتقد أن التحفيز الكهربائي لحزمة الدماغ الأمامي الإنسية يسبب إحساسًا بالسعادة. وتعتمد هذه الفرضية على دراسات التحفيز الذاتي داخل الجمجمة. حيث تسعي الحيوانات من أجله، فيما يُفيد البشر أنه ممتعة للغاية. 
استخدم أسلوب الفصل الغشائي الميكروسكوبي كأسلوب بحثي بغرض تحديد وظيفة حزمة الدماغ الأمامي الإنسية. وقد أظهر تعزيز التحفيز الكهربائي لحزمة الدماغ الأمامي الإنسية باستخدام هذه الطريقة أنه يسبب إطلاقًا في الدوبامين في النواة المتكئة. وأظهرت دراسات أخرى أجريت على الفصل الغشائي الميكروسكوبي أن وجود محفزات طبيعية مثل الغذاء والماء والجنس قد تسبب في إطلاق الدوبامين في النواة المتكئة. وهذا يدل على أن التحفيز الكهربائي لحزمة الدماغ الأمامي الإنسية يسبب تأثير مماثل إذا ما قورن بالمؤثرات (التعزيز) الطبيعية.
ثبت أن حزمة الدماغ الأمامي الإنسية مرتبطة بنظام الحزن/ الحداد للفرد من خلال تنظيم نظام البحث عن المتعة. 

## الدور المحتمل في التشخيص/العلاج
قد تُمثل حزمة الدماغ الأمامي الإنسية هدف في علاج الاكتئاب المقاوم للعلاج. نظرًا لأن حزمة الدماغ الأمامي الإنسية تربط مناطق الدماغ التي تشارك في السلوك المحفّز وتنظيم الحالة المزاجية والاستجابة المضادة للاكتئاب، فإن تحفيز حزمة الدماغ الأمامي الإنسية من خلال التحفيز العميق للدماغ يمكن أن يكون شكلاً فعالاً من أشكال العلاج. وقد تم الإبلاغ عن أن أشخاص يتلقون علاج التحفيز العميق للدماغ في حزمة الدماغ الأمامي الإنسية يكون لديهم معدلات تخفيف عالية مع أداء معياري دون آثار جانبية ضارة.
قد تخدم حزمة الدماغ الأمامي الإنسية أيضًا عند دراسة تأثيرات العقاقير المرتبطة بالإساءة من خلال التحفيز الذاتي داخل الجمجمة.